# کت (بهمئی)
کت، مرکز دهستان بهمئی گرمسیری جنوبی و روستایی از توابع بخش مرکزی شهرستان بهمئی در استان کهگیلویه و بویراحمد ایران است.

## جمعیت
روستای کت در دهستان بهمئی گرمسیری جنوبی قرار دارد و براساس سرشماری عمومی نفوس و مسکن در سال ۱۳۹۵، جمعیت آن برابر با ۲۷۵ نفر (۷۳ خانوار) بوده‌است.